# Vällingsjötjärnen
Vällingsjötjärnen är en sjö i Sollefteå kommun i Ångermanland och ingår i Ångermanälvens huvudavrinningsområde. Sjön har en area på 0,281 kvadratkilometer och ligger 362,4 meter över havet. Vällingsjötjärnen avrinner till Vällingsjön.

## Delavrinningsområde
Vällingsjötjärnen ingår i det delavrinningsområde (697806-157084) som SMHI kallar för Utloppet av Vällingsjötjärnen. Medelhöjden är 386 meter över havet och ytan är 1,36 kvadratkilometer. Det finns inga avrinningsområden uppströms utan avrinningsområdet är högsta punkten. Vattendraget som avvattnar avrinningsområdet har biflödesordning 4, vilket innebär att vattnet flödar genom totalt 4 vattendrag innan det når havet efter 115 kilometer. Avrinningsområdet består mestadels av skog (69 procent). Avrinningsområdet har 0,28 kvadratkilometer vattenytor vilket ger det en sjöprocent på 20,6 procent.

## Fornfynd
Vid Vällingsjötjärnen hittades 1925 resterna av en stockbåt som nu förvaras på Murberget Länsmuseet Västernorrland.